# Sam e Rosario Maceo
Salvatore ("Sam") e Rosario ("Papa Rose") Maceo sono stati due criminali italiani naturalizzati statunitensi.
Nati a Palermo verso la fine del XIX secolo, si trasferirono negli Stati Uniti nel 1910, stabilendosi a Galveston (Texas). Furono particolarmente attivi da periodo del Proibizionismo fino agli anni cinquanta: in quel periodo essi gestivano soprattutto night club e casinò illegali.